# Sécurité des journalistes
La sécurité des journalistes est la capacité pour les journalistes et les professionnels des médias de recevoir, produire et communiquer des informations sans avoir à subir des menaces physiques ou morales.
Les menaces auxquelles font face les journalistes dans l'exercice de leur profession sont multiples : violences, intimidations, meurtre, enlèvement, prise d'otages, harcèlement hors ligne et en ligne, détention arbitraire et torture. Les femmes journalistes font, de plus, face au danger spécifique des agressions sexuelles : « qu’il s’agisse de violences sexuelles ciblées, souvent destinées à les punir pour leur travail, ou de violences sexuelles de masse contre les journalistes qui couvrent des événements publics, ou encore de sévices sexuels exercés sur des journalistes détenues ou séquestrées. De plus, nombre de ces crimes ne sont pas signalés en raison d’une forte stigmatisation culturelle et professionnelle »,,.

## Violences faites à l'encontre des journalistes

### Le meurtre

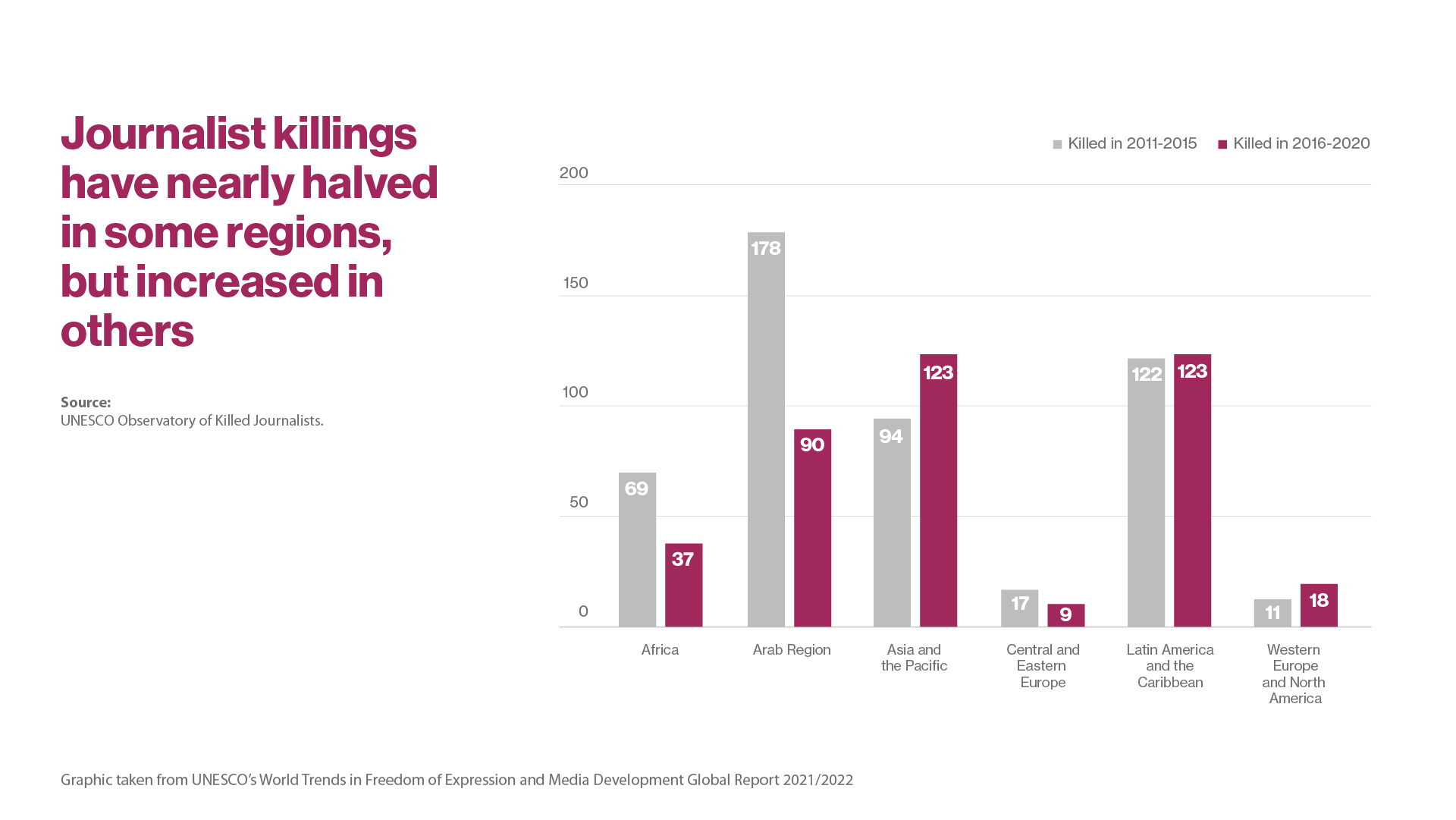
Nombre de journalistes tués par région sur les intervalles d'années 2011-2015 et 2016-2020, UNESCO, Données issues du rapport mondial 2021-2022 surTendances mondiales en matières de liberté d'expression et de développement des médias. Le graphique basé sur le travail de l'Observatoire des journalistes tués de l'UNESCO.

Entre 2016 et 2020, la Directrice générale de l'UNESCO, Audrey Azoulay, a condamné la mort de 400 journalistes. Une tendance à la baisse est observée par rapport à la période allant de 2012 à 2016, où la Directrice générale de l'UNESCO, a condamné la mort de 530 journalistes, ce qui est équivalent à une moyenne de deux meurtres par semaine. Au cours de l’année 2021, 55 assassinats de journalistes ont été enregistrés, c’est le chiffre le plus bas enregistré en 14 ans par la Directrice générale de l’UNESCO. En 2020, une majorité des meurtres commis sur les journalistes ont eu lieu dans un contexte autre que celui d’un conflit armé, représentant 61% des assassinats de journalistes de l’année. La tendance inverse était à l'inverse pour l’année 2016, où 50% des assignats avaient lieu dans les pays dans les pays en proie aux confits armé.
Des 328 meurtres, dus à l'exercice de leur profession, de journalistes comptabilisés durant la même période par le Comité pour la protection des journalistes, près de 50 pour cent ont été assassinés, tandis que 36 pour cent ont été pris dans des tirs croisés et 14 pour cent lors d'une mission à haut risque. D'après l'ONG, les groupes politiques ont constitué la principale source de violence (36 pour cent) lors de ces meurtres, suivi par les officiers militaires (22 pour cent) et par des sources inconnues (20 pour cent). Le pourcentage d'assassinats ciblés a atteint un sommet de 70 % en 2015, passant à 38 % en 2016. Cette année-là, 54 % des journalistes auraient été tués lors de conflits armés, il s'agit du plus haut pourcentage enregistré au cours de la période.
Tandis que la dépendance à l'égard des journalistes indépendants s'accroit, une proportion croissante des journalistes assassinés étaient des journalistes indépendants. L'étude de l'UNESCO, Tendances mondiales en matières de liberté d'expression et de développement des médias, rapport mondial 2017/2018, s’intéresse aux tendances en matière de liberté des médias, de pluralisme des médias, d'indépendance et de sécurité des journalistes. Le rapport conclu qu'au cours des cinq dernières années, 113 journalistes indépendants ont été assassinés, ce qui représente 21 pour cent du chiffre total. Les journalistes indépendants apparaissent, en effet, comme étant particulièrement vulnérables, travaillant souvent seuls sur leurs articles, dans des environnements dangereux et sans bénéficier du même niveau d'assistance et de protection que des journalistes-salariés.
Durant la même période, d'après les données de l'UNESCO, le nombre de journalistes visés qui travaillaient en ligne ou développaient un blog personnel a significativement fluctué, bien que cela représente 14 pour cent des journalistes assassinés. Les journalistes et les équipes qui travaillent en premier lieu à la télévision sont ceux qui sont victimes des plus lourdes pertes (166), suivis de la presse écrite (142), de la radio (118), en ligne (75) et de ceux qui travaillent sur de multiples plateformes (29).

### Le terrorisme et les risques croissants
Le terrorisme représente un risque direct et grandissant pour les journalistes avec les possibilités d'enlèvement, de menaces d’exécution ou de piratage. À la fin des années 1970, la politique générale d'accueil des journalistes dans des zones contrôlées par des groupes armés a changé. Les organisations telles que les Khmers rouges au Cambodge, les Brigades rouges en Italie, le Sentier lumineux au Pérou ou le Groupe islamique armé en Algérie ont pris pour cible les journalistes, les considérant comme des auxiliaires du pouvoir qu'ils combattaient. Entre 1993 et 1997, plus d'une centaine de journalistes et d'employés des médias ont été assassinés en Algérie. Pendant la guerre du Liban (1975-1990), l'enlèvement international de journalistes est devenu une stratégie banalisée,.
D'après le Comité pour la protection des journalistes, 40 pour cent des journalistes assassinés en 2015 ont été tués par des groupes se réclamant de l'Islam radical. Les correspondants de presse internationaux, en particulier, ont été considérés comme de potentiels otages ou des victimes dont l’exécution est théâtralisée afin de servir la propagande terroriste. James Foley, Steven Sotloff (États-Unis) et Kenji Goto (Japon) ont été ainsi décapités par Daesh,.
Être témoin de terrorisme a également des impacts émotionnels pour les journalistes, ils peuvent par la suite être sujets à l'anxiété, l'insomnie mais aussi faire face à des maux physiques tels que la fatigue et la migraine. Les troubles de stress post-traumatiques (TSPT) sont également des risques et entraînent des états d'effroi et de dépression. Selon l'étude de l'organisation Eyewitness Media Hub en 2015, 40 pour cent des journalistes interrogés ont avoué que le visionnage de témoignages avait eu des effets négatifs sur leurs vies personnelles.
La protection des sources et la surveillance sont l'un des enjeux majeurs dans la couverture du terrorisme et sont essentiels afin d'assurer la protection des témoins et des personnes interviewées contre d'éventuelles représailles.

### L'impunité pour les crimes commis envers les journalistes
L'impunité pour les crimes commis envers les journalistes est une pratique commune. Le Rapporteur spécial pour la liberté d'expression de la Commission inter-Américaine des droits de l'Homme, Edison Lanza, considère l'impunité comme étant un obstacle de taille à la sécurité des journalistes. Frank La Rue, ancien Sous-directeur général de l'UNESCO pour la Communication et l'Information considère que « la cause principale de cette tendance à l'impunité doit être attribuée au manque de volonté politique dans la poursuite des enquêtes judiciaires, mais également à la peur de représailles par des réseaux criminels. Cela s'allie à des cadres légaux inadéquats, à un système judiciaire faible, à de la négligence, de la corruption et au manque de ressources attribuées au respect des lois ».
L'UNESCO a mis en place un mécanisme de surveillance de l'impunité. Chaque année, le Directeur général de l'UNESCO demande aux États-Membres d'informer l'Organisation du statut des enquêtes en cours concernant le meurtre des journalistes que le Directeur général a condamnés. L'UNESCO regroupe ces réponses dans un rapport public soumis tous les deux ans au Conseil du Programme international de développement de la communication (PIDC) par le Directeur général. Le rapport du PIDC en 2016 est résumé dans la Brochure des points clés du rapport de la Directrice générale de l'UNESCO sur la sécurité des journalistes et le danger de l'impunité Il est temps de briser le cycle des violences contre les journalistes, qui met l'accent sur les conclusions générales, propose une analyse des crimes commis et les réponses des États-membres. En 2017, l'UNESCO a envoyé des demandes à 62 États-membres concernant le statut des meurtres non résolus qui ont été commis entre 2006 et 2016. En se basant sur ces réponses, le pourcentage des cas non résolus est resté bas, à moins de 10 %. Cumulativement, depuis que l'UNESCO a commencé à exiger un suivi judiciaire des assassinats de journalistes condamnés par le Directeur général, l'Organisation a reçu des informations de 63 pays membres sur 75. Ces informations couvrent 622 cas sur un total de 930 enregistrés.
Le Plan des Nations unies sur la sécurité des journalistes et la question de l'impunité soutient les États-Membres dans la mise en œuvre d'initiatives afin de contrer cette culture de l'impunité[citation nécessaire], tels que le développement des compétences judiciaires et le renforcement des mécanismes de surveillance.

### Autres attaques
Selon les informations regroupées par le Comité pour la protection des journalistes (CPJ), l'emprisonnement des journalistes sur des charges de propagande anti-gouvernementale, de diffamation, de blasphème, de vengeance ou sans charge aucune a continué à augmenter. En 2016, le CPJ a signalé que 259 journalistes étaient emprisonnés au niveau international sur la base de charges diverses. Il s'agissait du chiffre le plus élevé depuis le début du processus de surveillance en 1990.
Reporters sans frontières (RSF) - qui effectue une surveillance des emprisonnements de journalistes citoyens, de netizens, de contributeurs des médias, ainsi que de journalistes professionnels - signalait en 2016 que 348 journalistes étaient enfermés sur la base de différentes charges, ce qui constitue une augmentation de six pour cent depuis 2015. L'année 2016 a vu la proportion de femmes journalistes détenues doubler, avec près de la moitié de celles-ci situées dans la région Asie-Pacifique. La région d'Europe de l'Ouest et Amérique du Nord a le nombre le plus élevé de journalistes emprisonnés, avec plus de 34 pour cent des journalistes incarcérés au niveau mondial, dont 73 uniquement en Turquie.
Le secrétaire général de RSF, Christophe Deloire, a déclaré « qu'une industrie des otages à part entière s'est développée dans certaines zones de conflit », avec une augmentation de 35 % en 2015 par rapport à l'année précédente du nombre d'otages détenus dans le monde,.
L'Institut des médias d'Afrique du Sud (MISA) a documenté des incidents d'intimidation tels que de brûler les voitures, les agressions physiques et les menaces de mort. Dans certaines parties du Monde arabe, les journalistes et écrivains ont été victimes de menaces de mort, de torture et ont subi des restrictions de voyage. Dans la région Asie Pacifique, l'Alliance de la presse d'Asie du Sud-Est a noté que dans certains contextes de grande insécurité physique, certains journalistes ont choisi de s'armer afin de se protéger.
Les menaces et cas réels de violence et d'emprisonnement, ainsi que le harcèlement, auraient forcé un grand nombre de journalistes locaux à s'exiler chaque année. Entre le 1er juin 2012 et le 31 mai 2015, au moins 272 journalistes se seraient exilés pour persécution liée au travail dans le monde entier.

### L'auto-censure
Une enquête menée par PEN America auprès de plus de 520 écrivains a révélé que la majorité d'entre eux ont exprimé des préoccupations concernant la surveillance du gouvernement, ce qui a conduit à une réticence à écrire, à faire des recherches sur ou à parler de certains sujets. Près d'un quart des auteurs auraient délibérément évité certains sujets dans les conversations téléphoniques et par courriel, tandis que 16 % auraient évité d'écrire ou de parler d'un certain sujet et 11 % l'auraient sérieusement envisagé. Une enquête menée en 2017 par le Conseil de l'Europe auprès de 940 journalistes dans 47 États membres a révélé que face à la violence physique ou à la coercition, 15 % des journalistes abandonnent les reportages sensibles et critiques, 31 % atténuent leur couverture et 23 % cent choisissent de retenir des informations en Europe,.

## Sécurité numérique pour les journalistes
La surveillance, les capacités de stockage de données et les technologies d'attaque numérique sont de plus en plus sophistiquées, moins coûteuses et plus omniprésentes, rendant les journalistes plus vulnérables aux attaques numériques d'acteurs étatiques et non étatiques. Pour certains, les législations vagues présentent dans nombre d’États sont perçues comme un moyen de réduire la dissidence numérique, de poursuivre les dénonciateurs et d'étendre la surveillance arbitraire sur plusieurs plateformes numériques.

### Le cyber-harcèlement
Fin 2016, l'International Press Institute (IPI) a lancé la base de données OnTheLine, projet qui a pour but de systématiquement surveiller le cyber-harcèlement des journalistes dû à leurs activités professionnelles. En juillet 2017, le projet avait recensé 1065 cas de cyber-harcèlement dans les deux pays dans lesquels les données avaient été récoltées (Turquie et Autriche). Au Pakistan, le Digital Rights Foundation avait lancé la première ligne d'assistance du pays pour cyber-harcèlement dédiée aux journalistes. Celle-ci a pour but de fournir des conseils juridiques, un soutien à la sécurité numérique, des conseils psychologiques et un système de référence aux victimes. En mai 2017, la ligne d'assistance avait pris en charge un total de 563 cas depuis son lancement six mois plus tôt, avec 63 pour cent d'appels reçus par des femmes et 37 pour cent par des hommes,. Des recherches menées par le Pew Research Center ont indiqué que 73 pour cent des internautes adultes aux États-Unis avaient été témoins de harcèlement en ligne et 40 pour cent en ont personnellement été victimes, en particulier les jeunes femmes qui sont plus vulnérables au harcèlement sexuel et à la traque furtive.

## Égalité des sexes et sécurité des journalistes

### Les menaces à la sécurité des femmes journalistes
À l'instar de leurs homologues masculins, les femmes journalistes, qu'elles travaillent dans un contexte d'insécurité ou dans une salle de rédaction, courent des risques dans l'exercice de leur profession mais sont, de plus, particulièrement vulnérables aux agressions sexuelles telles que harcèlement sexuel ou même le viol. De telles agressions peuvent provenir de personnes qui tentent de faire taire leur couverture médiatique mais aussi de sources, de collègues et d'autres. Une étude mondiale menée en 2014 auprès de près de 1 000 femmes journalistes - initiée par le International News Safety Institute (INSI) en partenariat avec la International Women's Media Foundation (IWMF) et l'UNESCO - a révélé que près des deux tiers des sondées a fait l'objet d'intimidation, de menaces ou d'abus sur le lieu de travail.
Entre 2012 et 2016, le Directeur général de l'UNESCO a dénoncé la mort de 38 femmes journalistes, ce qui représente 7 pour cent des journalistes tués. Le pourcentage de journalistes tués qui sont des femmes est significativement inférieur à leur représentation globale dans les médias. Cet écart important entre les sexes est probablement attribuable en partie à la sous-représentation des femmes qui couvrent des zones de guerre ou d'insurrections ou des sujets tels que la politique et la criminalité.
Le rapport du Secrétaire général des Nations unies sur la sécurité des journalistes, publié en septembre 2017, présente les grandes lignes d'une approche spécifique aux disparités de genre pour renforcer la sécurité des femmes journalistes. En 2016, le Comité des Ministres du Conseil de l'Europe a adopté la Recommandation CM/Rec(2016)4 sur la protection du journalisme et la sécurité des journalistes et autres acteurs des médias. Celle-ci note en particulier les menaces spécifiques aux disparités liées au genre, auxquelles de nombreux journalistes sont confrontées, et appelle des réponses urgentes, résolues et systématiques,. La même année, le Conseil du Programme international pour le développement de la communication a demandé que le rapport du directeur général de l'UNESCO inclue des informations liées aux disparités de genre.

### Le harcèlement en-ligne des femmes journalistes

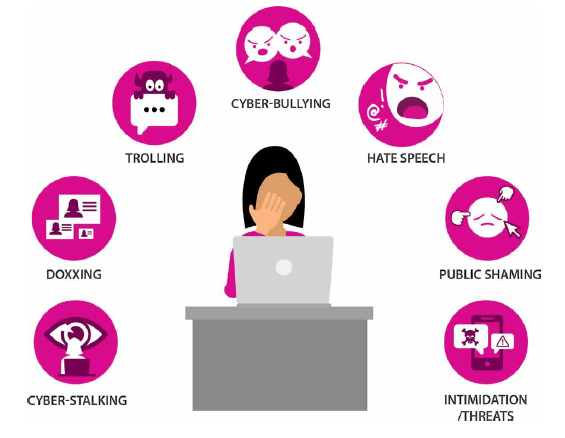
Harcèlement en ligne des femmes journalistes, Tendances mondiales en matières de liberté d'expression et de développement des médias, rapport mondial 2017/2018.

Une analyse de près de deux millions de tweets réalisée par le groupe de réflexion Demos a révélé que les femmes journalistes ont reçu environ trois fois plus de commentaires abusifs que leurs homologues masculins sur Twitter.
The Guardian a recensé les 70 millions de commentaires enregistrés sur son site entre 1999 et 2016 (dont seulement 22 000 ont été enregistrés avant 2006). De ces commentaires, environ 1,4 million (environ deux pour cent) ont été bloqués pour comportement abusif ou perturbateur. Sur les 10 journalistes de l'équipe qui ont reçu les plus hauts niveaux d'abus et de « trolling dédaigneux », huit étaient des femmes. L'enquête de l'INSI et de l'IWMF a révélé que plus de 25 % des « intimidations verbales, écrites et / ou physiques, y compris les menaces envers la famille et les amis » ont eu lieu en ligne.
La lutte contre les abus en ligne est un défi important, selon le International Women's Media Foundation, et il existe peu de cadres législatifs et politiques au niveau international ou national pour protéger les journalistes du harcèlement numérique.
La Fédération internationale des journalistes ainsi que le South Asia Media Solidarity Network ont lancé la campagne Byte Back afin de sensibiliser et combattre le harcèlement en ligne des femmes journalistes dans la région Asie Pacifique.
L'Organisation pour la sécurité et la coopération en Europe (OSCE) a organisé une réunion d'experts intitulée « Nouveaux défis à la liberté d'expression: contrer les abus en ligne contre les femmes journalistes » qui s'est soldée par une publication du même titre sur les réalités des journalistes et des universitaires face à l'abus en ligne des femmes journalistes et comment le combattre.

## Actions mises en place pour renforcer la sécurité des journalistes

### Les organisations internationales

#### Les mécanismes internationaux

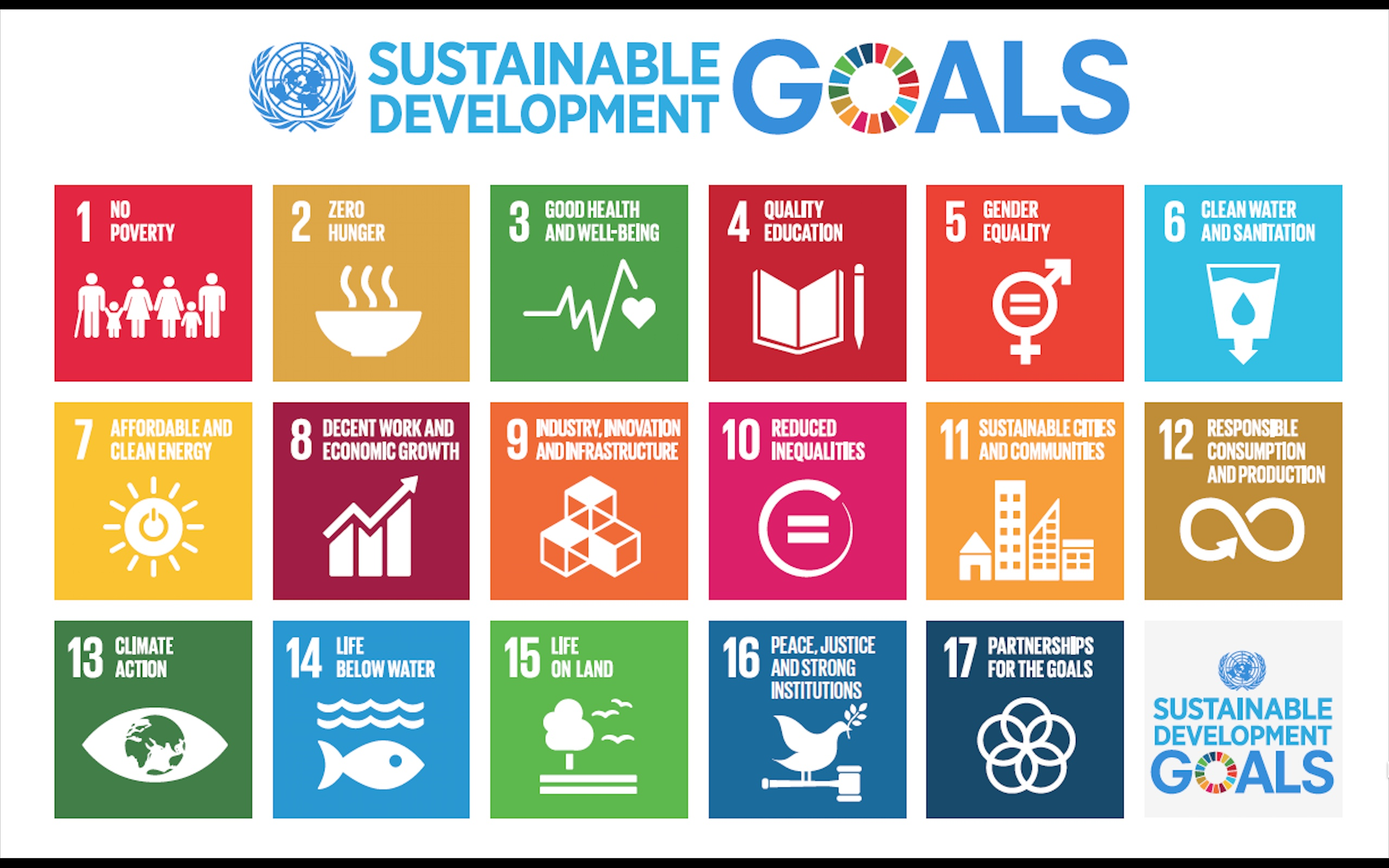
Les objectifs de développement durable des Nations unies

Les instruments juridiques internationaux représentent l'un des outils clés pouvant soutenir la création d'un environnement propice à la sécurité des journalistes. Ceux-ci comprennent la Déclaration universelle des droits de l'homme; les Conventions de Genève; le Pacte international relatif aux droits civils et politiques; la Résolution 2005/81 de la Commission des droits de l'homme des Nations unies; la Résolution 1738 (2006) du Conseil de sécurité des Nations unies.

##### Les Nations Unies

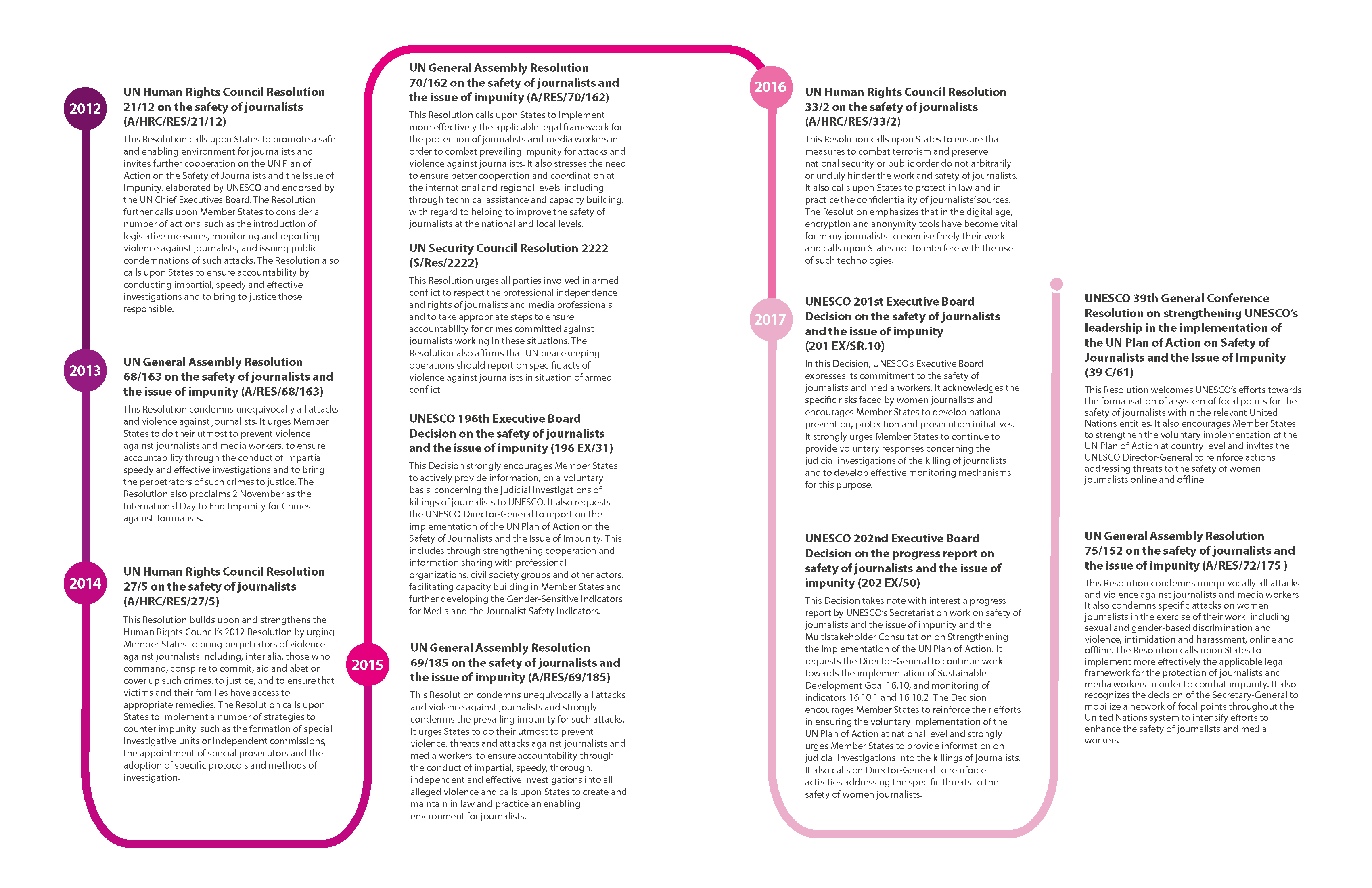
Les résolutions de l'ONU concernant la sécurité des journalistes adoptées depuis 2012

La sécurité des journalistes et son rôle dans la promotion de sociétés inclusives et durables a été reconnu par les Nations unies dans le Programme de développement durable à l'horizon 2030. L'objectif 16 définit la promotion de sociétés pacifiques et inclusives pour un développement durable, donne accès à la justice pour tous et crée des institutions efficaces et inclusives à tous les niveaux.
Depuis 2012, un total de 12 résolutions de l'ONU ont été adoptées concernant la sécurité des journalistes, et ce par divers organes de l’Organisation.
En décembre 2015, la résolution A/70/125 de l'Assemblée générale a reconnu que de graves menaces pesaient sur la liberté d'expression dans le contexte de l'examen des progrès accomplis depuis le Sommet mondial sur la société de l'information (SMSI) de 2005. La résolution appelle à la protection des journalistes et des professionnels des médias.
Le Secrétaire général des Nations unies produit également des rapports sur la sécurité des journalistes et la question de l'impunité (en 2014 A/69/268, 2015 A/HRC/30/68, 2017 A/72/290).
ODD (objectif de développement durable) 16.10.1 se rapporte au nombre de cas vérifiés d'assassinats, d'enlèvements, de disparitions forcées, de détentions arbitraires et de tortures de journalistes, de personnel des médias associés, de syndicalistes et de défenseurs des droits de l'homme. L'indicateur a été décidé par la Commission de statistique des Nations unies pour suivre les progrès accomplis dans la réalisation de la cible 10.

##### Le Plan d'action des Nations Unies pour la sécurité des journalistes
Le Plan d'action des Nations unies (ONU), coordonné par l'UNESCO, a été élaboré pour fournir une approche globale, cohérente et orientée vers l'action à l'échelle des Nations unies pour la sécurité des journalistes et la question de l'impunité. Depuis son lancement, il est devenu un cadre d'orientation pour les activités dans ce domaine. Après son approbation par le Conseil des chefs de secrétariat des organismes des Nations unies pour la coordination en 2012, le Plan d'action de l'ONU a été bien accueilli par l'Assemblée générale des Nations unies, l'UNESCO et le Conseil des droits de l'homme. En dehors de l'ONU, il a été mentionné par divers organismes régionaux, et il a donné une impulsion et favorisé un esprit de coopération entre les Nations unies et diverses parties prenantes dans de nombreux pays.

##### L'UNESCO
L'UNESCO célèbre chaque année, la Journée mondiale de la liberté de la presse le 3 mai. Journée au cours de laquelle le Prix Guillermo Cano est attribué pour honorer le travail d'un individu ou d'une organisation défendant ou promouvant la liberté d'expression.

##### Activités principales
- L’UNESCO, à la suite d'une demande du Bureau du Secrétaire général de l’ONU, a coordonné avec le Haut-Commissariat des Nations Unies aux droits de l’homme (HCDH) la mise en place officielle d’un système de points focaux pour la sécurité des journalistes au sein des entités compétentes du système des Nations unies.
- Le travail de l’UNESCO sur la sécurité des journalistes se concentre sur six axes : la sensibilisation du public ; la création de normes et l’élaboration de politiques publiques ; le suivi et reporting ; le renforcement de capacités ; la recherche académique ; et le renforcement de coalitions.
- L’Organisation intensifie actuellement son action dans le domaine du renforcement des capacités des États membres en matière de mise en place, à titre volontaire, de mécanismes destinés à prévenir les attaques contre les journalistes, protéger ces derniers, et poursuivre en justice les auteurs de ces attaques.
- L’UNESCO met aussi l’accent sur des activités destinées à sensibiliser et former des représentants du pouvoir judiciaire, des forces de l’ordre et des parlements, sur l’importance de la liberté de la presse et de la sécurité des journalistes.
- L'UNESCO met également davantage l'accent sur la lutte contre les menaces spécifiques auxquelles sont confrontées les femmes journalistes, à la fois en ligne et hors ligne.

###### Les indicateurs de la sécurité des journalistes
Le PIDC de l'UNESCO a mis au point les Indicateurs de la sécurité des journalistes (JSI) afin de « mettre en évidence les questions importantes qui montrent, ou ont un impact, sur la sécurité des journalistes et la question de l'impunité ». Ces indicateurs dressent la carte des caractéristiques clés pouvant aider à évaluer la sécurité des journalistes et déterminent si un suivi adéquat est accordé aux crimes commis à leur encontre. Une analyse basée sur les indicateurs de sécurité des journalistes a été menée au Guatemala (2013), au Kenya (2016), au Népal (2016) et au Pakistan (2013-2014).

##### L'organisation pour la sécurité et la coopération en Europe
Le représentant de l'OSCE pour la liberté des médias joue un rôle d'alerte et réagit rapidement aux graves manquements à la liberté d'expression et au développement des médias. Le représentant entretient des contacts directs avec les autorités, les représentants des médias et de la société civile et d'autres parties prenantes. Il partage également ses observations et recommandations avec les États participants de l'OSCE deux fois par an.

### Les organisations régionales

#### Le Conseil de l'Europe
En mai 2014, le Conseil de l’Union Européenne a adopté les Directives en matière des Droits de l’Homme de l’Union Européenne sur la liberté d’expression en ligne et hors ligne, a établi que l’Union Européenne « prendrait toutes les mesures appropriées pour assurer la protection des journalistes, qu’il s’agisse de mesures préventives ou d’investigations d’urgence quand il y a des violations ». En avril 2014, le Comité de Ministres du Conseil de l’Europe a adopté une résolution sur la protection du journalisme et la sécurité des journalistes et des acteurs médiatiques demandant plus d’efforts internationaux ainsi que la création d’une plateforme en ligne pour surveiller les atteintes à la liberté d’expression.

#### L'Organisation des Etats Américains
L’Organisation des Etats Américains (OEA) a joué un rôle actif dans la promotion de la sécurité des journalistes. En juin 2017, l’Assemblée Générale de l’OEA a voté les résolutions R86/17, qui somment les États « de mettre en place des mesures exhaustives pour la prévention, la protection, l’investigation et la punition des responsables, ainsi que des stratégies d’action pour que cesse l’impunité des crimes à l’encontre des journalistes et que de bonnes pratiques soient diffusées ».

#### Le Commonwealth
Le Secrétaire général du Commonwealth a promis son soutien au Plan d’Action des Nations unies, qui œuvre à la promotion de la sécurité des journalistes et de mécanismes institutionnels qui favorisent la liberté d’expression au sein des États membres dans différentes régions.

#### Le monde universitaire, la société civile et les médias
Le Centre pour la Liberté des Médias à l’Université de Sheffield a lancé un Réseau de Recherche pour la Sécurité des Journalistes. Ce réseau contribue à faire avancer la coopération académique sur la sécurité des journalistes en augmentant les capacités de recherche, la collaboration et le savoir de toute la communauté académique.
En 2014, l’Université de Columbia aux États-Unis, a établi le Columbia Global Freedom of Expression, qui rassemble des experts internationaux, des militants et les professeurs et étudiants de l’Université, afin d’« interroger, documenter et renforcer la liberté d’expression ».
En 2014, l’Institut International de la Presse, le Réseau Médiatique d’Al Jazeera, le Geneva Global Media Center et le Club de la Presse de Genève ont présenté une Déclaration Internationale et de Meilleures Pratiques pour la Promotion de la Sécurité des Journalistes. La Déclaration vise à renforcer et à promouvoir les obligations internationales et des mécanismes associés à la sécurité des journalistes, et de contribuer à la protection de leurs droits ».
La même année, des organisations de médias d’actualités se sont associées aux ONG œuvrant pour la liberté de la presse et à des journalistes afin de lancer A culture of Safety (ACOS) Alliance. Les Principes de Sécurité pour les Journalistes Freelance de l’Alliance ACOS, un ensemble de pratiques pour les salles de rédactions et les journalistes aux missions dangereuses, ont été approuvés par 90 organisations dans le monde. De plus, un réseau d’agents de sécurité dans les médias s’est développé à travers la conférence « Les médias se mobilisent pour la sécurité des journalistes », organisée à l’UNESCO en février 2016.
Le Comité pour la protection des journalistes (CPJ) est une organisation non-gouvernementale qui aspire à « défendre le droit des journalistes à informer sans avoir peur des représailles » et à promouvoir la liberté d'expression. L'ONG effectue une surveillance des emprisonnements, disparitions et meurtres des journalistes au niveau international. L'Organisation informe sur le statut de la liberté de la presse et sur la sécurité des journalistes dans les pays en proie à des conflits tout autant que dans des pays en paix. Elle tend à aider les journalistes par des services tels que les équipes de réponses d'urgence, les conseils de sécurité par pays, et le guide de sécurité. Le CPJ attribue le Prix international pour la liberté de la presse qui récompense la bravoure des journalistes au niveau global.
Reporters sans frontières (RSF) est une organisation non-gouvernementale reconnue d'utilité publique en France. L'association aspire à la défense de la liberté de la pression et à la protection des sources de journalisme. L'Organisation est entre autres connue pour son classement sur le statut de la liberté d'expression au niveau international et pour sa surveillance des crimes commis à l'encontre des journalistes.

## Sources
- Cet article est partiellement ou en totalité issu du site Tendances mondiales en matières de liberté d'expression et de développement des médias, rapport mondial 2017/2018, le texte ayant été placé par l’auteur ou le responsable de publication sous la licence de documentation libre GNU ou une licence compatible.